# 伊東一夫
伊東 一夫（いとう かずお、1914年11月3日 - 2004年9月17日）は、日本近代文学研究者。主として島崎藤村や島木赤彦を研究し、島崎藤村学会会長、同名誉会長、島木赤彦研究会長を務めた。

## 略歴
長野県諏訪郡下諏訪町生まれ。長野県立諏訪中学校（現・長野県諏訪清陵高等学校）を経て、1940年、東洋大学文学部国文学科卒業、東洋大学文学部研究科に入学する。1941年、同文学部研究科を退学し、東洋大学文学部副手、冨山房の事務手伝い、日本文化協会研究員、旧制松本高等女学校（現・長野県松本蟻ヶ崎高等学校）教諭を兼職する。1945年、長野県立諏訪中学校に転任。1956年、東洋大学文学部専任講師、1959年助教授、1969年教授。1962年「島崎藤村の人と文学における諸問題」で文学博士。1985年、定年退任、名誉教授、江戸川女子短期大学教授。1995年、同短期大学を退職した。

## 著書
- 『近代日本文学思潮史序説』桜楓社 1969
- 『島崎藤村研究 近代文学研究方法の諸問題』明治書院 1969
- 『文学への道 体験から表現へ』教育出版センター 以文選書 1974
- 『文芸の構造』蒼丘書林 1987
- 『島崎藤村コレクション 第3巻　藤村をめぐる女性たち』国書刊行会 1998

### 共編著
- 『赤彦の人と芸術』金原省吾共著 蓼科書房 1949
- 柳田国男『生活のさまざま』今井信雄共編 蓼科書房 ワールド文庫 1949
- 『日本近代文学史概説』編著 白帝社 1965
- 『島崎藤村事典』編 明治書院 1972
- 『藤村書誌』編 国書刊行会 1973
- 『藤村における旅』北小路健,早坂礼吾共著 木耳社 1973
- 『島崎藤村 彷徨の青春』垣田時也,奥村粂三共著 国書刊行会 1977
- 『島崎藤村 課題と展望』編 明治書院 1979
- 『近代思想・文学の伝統と変革』編 明治書院 1986
- 『島崎藤村コレクション 第1巻　写真と書簡による島崎藤村伝』青木正美共編 国書刊行会 1998
- 『島崎藤村コレクション 第4巻　肉筆原稿で読む島崎藤村』青木正美共編 国書刊行会 1998

## 論文
- Cinii